# Климино
Кли́мино (рос. Климино) — присілок у складі Шалинського міського округу Свердловської області.
Населення — 1 особа (2010, 6 2002).
Національний склад станом на 2002 рік: росіяни — 83 %.